# Copris simulator
Copris simulator là một loài bọ cánh cứng trong họ Bọ hung (Scarabaeidae).